# 아부 도시로
아부 도시로(일본어: 阿部志郎, 1926년~)는 일본의 기업인이다.